# Lanzador de balas de defensa

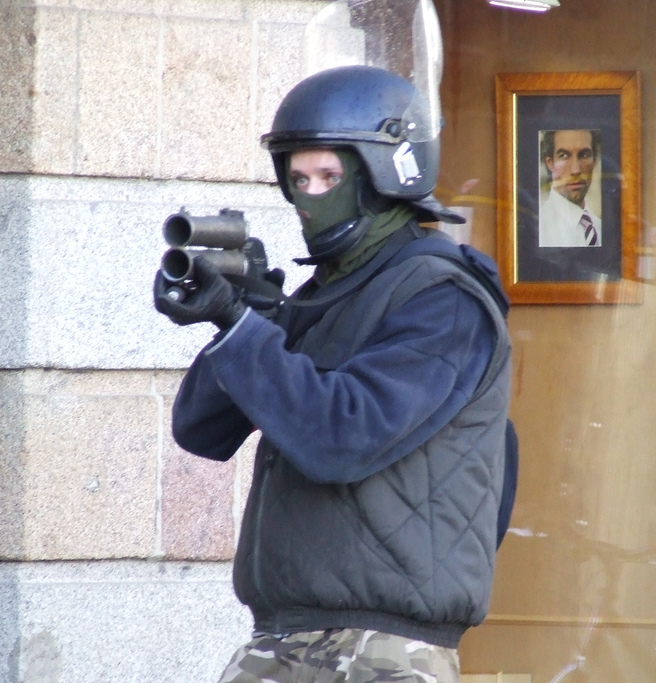
Un hombre listo a disparar con un lanzador de balas de defensa de tipo Flash-Ball.

Un lanzador de balas de defensa (LBD) es, según la terminología de la administración francesa, un arma no letal que utiliza un proyectil concebido para deformarse al impacto y limitar así el riesgo de penetración en una persona o en un cuerpo vivo. Su objetivo es neutralizar lo suficiente para poder arrestar a un individuo. Su uso debe ser limitado y debe ser considerada como un arma disuasiva. La versión más conocida de un LBD es la fabricada y comercializada bajo la marca Flash-Ball por el fabricante francés Verney-Carron.
Según ciertas fuentes, el LBD puede presentar a corta distancia efectos traumáticos y provocar lesiones graves que pueden ser irreversibles e incluso mortales.
En Francia, este tipo de arma ha sido adoptado por las fuerzas de policía como arma intermediaria junto a la porra. 1270 LBD-Flash-Ball han sido adquiridos entre 2002 y 2005 por el gobierno para el uso exclusivo de la Policía Nacional con un costo total de 1,18 millones de euros. Los LBD ha causado muchos incidentes. Además, unas 23 personas han perdido el uso del ojo en Francia entre el 2004 y el 2013, después de haber recibido un impacto en la cara por un tiro de LBD.

## Contexto e historia de los LBD
Los LBD han aparecido en la década de 1990, para la defensa, las cuales más tarde fueron usadas por militares. En lugar de armas con balas metálicas, los LBD emplean municiones con balas que buscan neutralizar su objetivo. Estas armas estaban destinadas para las unidades especializadas del ejército, pero su uso se ha ampliado luego a la Policía Nacional y a las fuerzas del orden desde el 2000.  En diciembre del 2018, el gobierno efectuó una licitación para adquirir 1280 nuevos LBD.
Entre el 24 de noviembre de 2018, y el 27 de enero de 2019, en el marco de las manifestaciones de los  Chalecos Amarillos en París, y según el tribunal administrativo de dicha ciudad, 1000 tiros de LBD han sido realizados, ocasionando heridas graves a 33 personas, de las cuales 28 recibieron el proyectil en la cabeza. Un fenómeno de violencia policial inédito en Francia y en Europa.
En febrero del 2019, el Consejo de Europa insta al gobierno francés a suspender la utilización de los LBD. Esta recomendación se hace debido a su uso excesivo, en vista de todos los heridos graves y para hacer un llamado a respetar los derechos humanos.
En marzo del 2019, según la investigación del periodista de Mediapart David Dufresne, se contabilizan: un muerto, 208 heridos graves en la cabeza, 22 personas que han perdido uno de sus ojos y 5 manos amputadas por el impacto en el marco de las manifestaciones de los Chalecos Amarillos desde el 17 de noviembre del 2018, fecha de inicio de dichas manifestaciones.
Según el Ministerio del Interior francés, más de 13.000 tiros de LBD se han registrado y 83 investigaciones en relación con dichos tiros están en proceso. En total, según los datos de dicho Ministerio, 2.200 manifestantes han sido heridos y aproximadamente 1500 miembros de las fuerzas del orden desde el inicio del movimiento de los Chalecos Amarillos en noviembre del 2018.

## Tipos de LBD

### El Flash-ball
Es el LBD más conocido, ya que estaba destinado al público en general. Este LBD  utiliza municiones especiales de 44 mm de diámetro  (calibre 44/83 especifico al Flash-Ball) de una masa de 29 gramos y que son esferas en caucho flexible lisas y de un diámetro suficiente para impedir cualquier riesgo de penetración en el globo ocular.

### El LBD 40
Desde inicios del 2009 se dota a las fuerzas del orden francesas con el LBD 40 fabricado por la firma suiza Brügger & Thomet. Es un lanzador de munición de 40 milímetros de diámetro que utiliza proyectiles no-esféricos con el fin de asegurar precisión y potencia entre 25 y 50 metros. El LBD 40 puede tirar distintos tipos de balas: balas de caucho, de espuma, ensordecedoras, lacrimógenas o de humo.

## Arma letal
El objetivo de un LBD es de alcanzar y detener a un individuo con una potencia suficiente que lo haga caer o que reduzca su velocidad de huida. La bala es de un diámetro ancho, superior al de una bala de metal, con el objetivo de repartir la zona de impacto y evitar el riesgo de penetración. A pesar de esta característica, un LBD puede provocar heridas graves y en ocasiones irreversibles, sobre todo si la bala golpea la cabeza. Se han dado muchos casos de perdida definitiva de la vista y en los casos más graves la perdida del ojo.
Una bala de caucho es potencialmente mortal, como cualquier tipo de proyectil, si esta golpea zonas delicadas o si el disparo se efectúa a corta distancia. Esta última varía en función del tipo de LBD y del tipo de balas utilizado. La Comisión nacional de deontología de la seguridad (en francés La Commission nationale de déontologie de la sécurité CNDS) distingue al Flash-Ball de los otros modelos de LBD. Según un documento del 2003 del Centro de investigaciones y estudios de la Policía Nacional (en francés, el Centre de recherche et d'études de la police nationale), «los LBD presentan efectos traumáticos y su utilización desmesurada puede ocasionar heridas graves, con consecuencias irreversibles e incluso mortales, cuando se efectúa un tiro a menos de 5 metros. En distancias de tiro entre 5 y 10 metros se han observado casos de heridas graves».
Por dichas razones en Francia las fuerzas del orden tienen estrictas instrucciones de uso de los LBD donde se prohíbe estrictamente disparar en dirección de la cabeza de un individuo. A pesar de esta prohibición, dichas instrucciones no son siempre respetadas, como lo explica La Inspección General de la Policía Nacional, IGPN por sus siglas en francés (Inspection générale de la Police nationale). La IGPN es conocida en Francia como la Policía de los Policías, ya que está encargada de velar por el buen cumplimiento de la función de policía en el país.

## Utilización

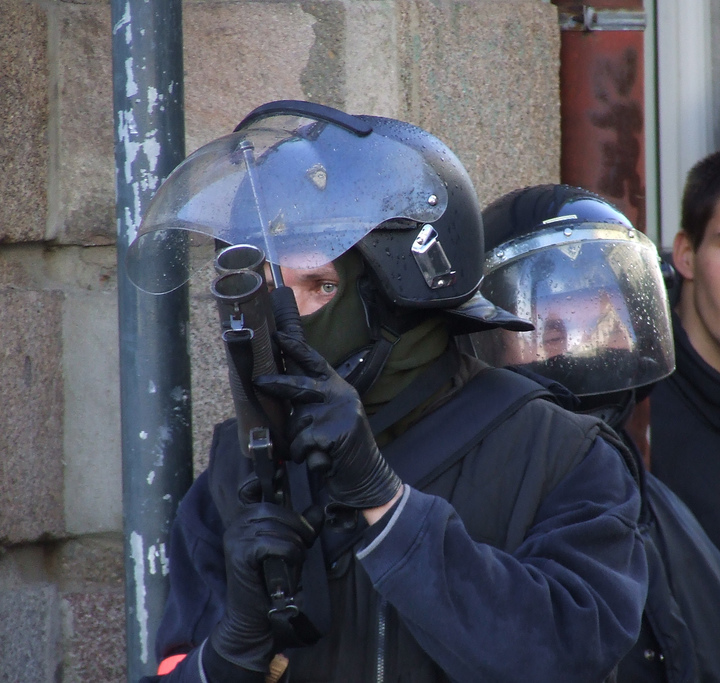
Un LBD de tipo Flash-Ball

| Gastos en Flash-Ball para la policía nacional en el marco de armamento para de los funcionarios |        |                 |
|                                                                                                 | Número | Gastos (en M €) |
| 2003                                                                                            | 680    | 0,61            |
| 2004                                                                                            | 220    | 0,21            |
| 2005                                                                                            | 370    | 0,36            |
| Total 2003-2005                                                                                 | 1.270  | 1,18            |

### Víctimas
Dos personas han muerto y al menos 23 personas (la mayoría durante manifestaciones) han perdido el uso de un ojo desde que la utilización de este tipo de arma por la policía se haya generalizado en Francia. Oficialmente, en la mayoría de los casos, el LBD ha sido utilizado por los policías en zonas urbanas sensibles o en manifestaciones.

## Utilización en Chile
Durante las protestas en Chile en octubre del 2019, según datos de la Cruz Roja de Chile y del Instituto Nacional de Derechos Humanos de Chile (INDH), hubo al menos 400 lesiones. No se ha confirmado judicialmente que hayan sido causadas por disparos de balas de goma o perdigones, como se les conoce también.
Las autoridades médicas de la sociedad Chilena alertan la gran cantidad de lesiones oculares graves que ocurren a causa de estas armas no letales. El Colegio Médico y la Sociedad Chilena de Oftalmología (Sochiof) alertan que durante las primeras dos semanas de protestas aproximadamente 180 personas sufrieron una lesión severa en uno de sus ojos.El 60% padeció una disminución severa de la visión, mientras que casi el 30% quedó completamente ciega en un ojo como se pudo constatar durante las protestas de los Chalecos Amarillos en Francia.